# Antiblemma marita
Antiblemma marita är en fjärilsart som beskrevs av William Schaus 1901. Antiblemma marita ingår i släktet Antiblemma och familjen nattflyn. Inga underarter finns listade i Catalogue of Life.